# Xylopia chocoensis
Xylopia chocoensis este o specie de plante angiosperme din genul Xylopia, familia Annonaceae, descrisă de Robert Elias Fries. Conform Catalogue of Life specia Xylopia chocoensis nu are subspecii cunoscute.